# Alexéi Domínguez
Alexéi Domínguez Figueroa (ur. 3 stycznia 2005 w Apatzingán) – meksykański piłkarz występujący na pozycji skrzydłowego, od 2023 roku zawodnik Pachuki.